# Berliner BC 03
Berliner BC 03 (celým názvem: Berliner Ballspiel-Club 1903) byl německý fotbalový klub, který sídlil v berlínském městském obvodu Tempelhof-Schöneberg. Založen byl v roce 1903. Zanikl v roce 1921 po fúzi s SV Brandenburg Berlin. Klubové barvy byly černá a bílá.
V průběhu své existence býval účastníkem Braniborského fotbalového mistrovství. Po vítězství v této soutěži v roce 1914 se klub kvalifikoval do konečné fáze německého mistrovství. V něm dokráčel až do semifinále, kde podlehl klubu SpVgg Fürth poměrem 3:4 po prodloužení. Semifinále se odehrálo dne 17. května 1914 ve Fürthu.
Své domácí zápasy odehrával na stadionu Tempelhofer Feld.

## Historické názvy
Zdroj: 
- 1903 – Berliner BC 03 (Berliner Ballspiel-Club 1903)
- 1921 – fúze s SV Brandenburg Berlin ⇒ zánik

## Získané trofeje
- Brandenburg Fußballmeisterschaft ( 1× )
  - 1913/14